# Medieval II: Total War
Medieval II: Total War é a sequência indireta do jogo Medieval: Total War lançado em 2002 pela Sega, e o quarto jogo da série Total War, baseado em estratégia por turnos e táticas em tempo real que foi desenvolvido pela Creative Assembly. O jogo se passa de 1080 até 1530 (250 "turnos"). Com a mesma premissa do primeiro medieval, o novo jogo foca as guerras medievais, política e religião na Europa, África do Norte e no Oriente Médio. Entretanto, diferente de seu predecessor, o jogo se estende até os eventos do descobrimento, invasão e conquista das Américas.

## Jogabilidade
Similar aos títulos anteriores da série, o jogo consiste de dois modos de jogo: batalhas históricas, que simulam batalhas reais, como a Batalha de Arçufe ou a Batalha de Agincourt, ou batalhas multiplayer, pré-definidas pelos jogadores, bem como o modo de campanha single-player, onde o jogador escolhe uma facção e avança com ela no tempo do jogo, valendo-se do ambiente tático e estratégico proporcionado.

### Campanha
A campanha permite ao jogador assumir o controle de um reino do período, e construir uma civilização e poderio militar e econômico para conquistar as outras facções. A jogabilidade consiste em controlar os aspectos militares, econômicos e sociais. Durante o turno do jogador, exércitos, frotas e agentes podem ser movidos pelo mapa. Quando um exército se defronta com outro, o jogador tem a escolha de comandar pessoalmente as tropas, no modo de batalha, ou calcular automaticamente o resultado.
A meta na campanha depende do tipo de campanha que se joga. A campanha curta requer que o jogador derrote uma ou duas facções inimigas (por exemplo, a Inglaterra deve derrotar seus inimigos históricos Escócia e França) e controlar ao menos 15 a 20 províncias. A campanha longa requer que o jogador controle pelo menos 45 províncias e uma ou duas cidades significantes, como Jerusalém, Roma, Constantinopla ou Granada.
O mapa de campanha no Medieval II: Total War consiste no espaço geográfico que engloba desde Portugal até o atual Iraque no sentindo oeste-leste, enquanto no sentido norte-sul vai desde a Escandinávia até o Norte de África. Em adição ao eventos históricos retratados no jogo, é possível construir embarcações capazes de explorar o Oceano Atlântico e eventualmente chegar às Américas. O mapa de campanha do Novo Mundo consiste na representação distorcida do que seriam hoje os territórios dos Estados Unidos, Caribe, México e Brasil, dispostos em 6 províncias habitadas por povos rebeldes e no caso dos territórios mexicanos os Aztecas.

### Batalhas

Cena de uma batalha do jogo. Um grupo de cavaleiros ingleses ataca cavaleiros feudais franceses desmontados.

Um dos principais focos da franquia Total War é a incorporação de uma batalha tática, dentro da esfera estratégica maior de jogo, que acontece no mapa de campanha. Uma batalha, que ocorre em uma mapa de batalha, consiste de dois ou mais exércitos de facções opostas lutando entre si. As batalhas do jogo são semelhantes às do Rome: Total War, com formações de vários tipos de tropas de combate. O objetivo da batalha é derrotar o exército inimigo, destruindo-o completamente, ou fazendo com que todo o exército inimigo debande. Em uma batalha de cerco, o objetivo é destruir completamente o exército defensor, ou assumir o controle da praça central da localidade. Há também uma opção, que permite ao jogador escolher o tempo máximo de duração de uma batalha, o que significa que o atacante tem que derrotar o defensor dentro de um certo limite de tempo, determinado pelo computador, caso contrário o resultado de batalha será a vitória do defensor.

## Facções
Existem 24 facções no total (incluindo os rebeldes, saxões e portugueses), onde 17 são jogáveis, sendo 5 desbloqueadas desde o início do jogo (Inglaterra, Espanha, França, Sacro Império Romano e Veneza)  enquanto as outras podem ser desbloqueadas derrotando-as durante a campanha. As facções não-jogáveis (Estados Papais, os Mongóis, os Timúridas, os Astecas, os Rebeldes) podem ser utilizadas somente nos modos de batalha, porém podem ser habilitadas (com exceção dos saxões e rebeldes) na campanha principal através de truques.